# Niellim jezik
Niellim jezik (lua, mjillem, nielim, nyilem; ISO 639-3: nie), jezik iz skupine bua, šire skupine Mbum-Day, kojim govori oko 5 160 ljudi (1993 census) iz istoimenog plemena Niellim u području rijeke Chari u Čadu. 
Jezik ima nekoliko dijalekata, to su niellim, tchini (cuni, cini)† i niou

## Vanjske poveznice
- Ethnologue (14th)
- Ethnologue (15th)